# Trippie Redd
Michael Lamar White II (18 juni 1999), professioneel bekend als Trippie Redd, is een Amerikaanse rapper, zanger en songwriter.
Ridwaan singles Dark Knight Dummo, met Travis Scott, Taking a Walk en Topanga, bereikten alle drie de Billboard Hot 100. Zijn debuutstudioalbum Life's a Trip (2018) en zijn tweede album ! (2019) bereikten beiden de top vijf van de Billboard 200, terwijl zijn vierde mixtape A Love Letter to You 4 (2019) bovenaan de hitlijsten stond.
In augustus verscheen het album  Trip At Night (2021) Met features van Drake, XXXTentacion en Juice WRLD. 
Met daarop het nummer Miss The Rage die de 2e plek wist te behalen van de 
Billboard Hot 100.
Ook verscheen hij op het album Fighting Demons (2021)
Van Juice WRLD met het 
Nummer Feline
- Gemeinsame Normdatei: 1174749806
- Library of Congress Control Number: n2019001272
- MusicBrainz: 8032cf05-d916-4b2a-9c53-6e75d4a24bd8
- Virtual International Authority File: 7591154741661653110001
- WorldCat: E39PBJqQtKfWxVhjd8crbcyPQq